# 蕭景鴻
蕭景鴻（英語：Edy Hsiao Ching Hung，1982年7月21日—），台灣男歌手、演員，藝名阿弟，為男子團體Energy成員之一，擔任主唱。至今團體已發行9張音樂專輯，主持過數個節目。團體成員單飛後，參加金曲超級星獲得第三名並轉型為節目通告藝人，後參與戲劇和舞台劇演出。2024年，阿弟以Energy團員身分再戰樂壇。

## 演藝生涯
阿弟在加入團體Energy之前，已經與後來一起組成團體的二名團員Toro和坤達相識為好友。由於對歌唱的興趣，他前往音樂學校進修；後來在音樂學校倒閉後，他輾轉加入Energy擔任主唱。在Energy發展正活躍時，阿弟因為大量的高難度舞蹈動作傷及腰椎，造成椎間盤突出；2005年，於專輯《最後的樂園》錄製完成後，他在該年6月宣布暫時退團養傷。當阿弟養傷完歸隊後，團長牛奶退出團體，因此Energy剩下坤達、書偉、阿弟三位團員。直到2007年，團體加入原先擔任他們舞者的新成員唐振剛。2009年，Energy團員各自單飛，阿弟在2010年參與中視的節目《金曲超級星》藝人歌唱大賽獲得第三名，轉型為節目通告藝人和演員，並參演電視八點檔連續劇和舞台劇

。
2024年，阿弟以Energy團員身分加入相信音樂、再戰樂壇。
2025年，以〈星期五晚上〉獲得第36屆金曲獎年度歌曲獎。

## 作品

### 戲劇

#### 電視劇
- 《米迦勒之舞》(2004年)
- 《妻子們的戰爭》(2010年)
- 《阿爸的願望》(2012年)
- 《天下女人心》(2013年)
- 《甘味人生》(2015年)
- 《狼王子》(2016年)
- 《牛車來去》(2023年)
- 《追分成功》(2023年)
- 《孔雀魚》(2024年)

#### 舞台劇
- 《搭錯車》(2018年)
- 《廣藝劇場No.5 徽因》(2022-2023年)[8]

### 節目
- 金曲超級星 (第一屆) 第三名

### 音樂

#### 專輯
- 《COME ON》(2002年)
- 《無懈可擊》、《E3》(2003年)
- 《最後的樂園》(2005年)
- 《猩人類》(2006年)
- 《天生反骨》(2007年)
- 《HERE I AM》(2024年)

#### 單曲
- 〈太陽〉(2025年)
- 〈一句話一封信〉(2025年)

## 獎項紀錄
| 年份   | 授獎名稱     | 獎項           | 作品名稱       | 結果 |
| ------ | ------------ | -------------- | -------------- | ---- |
| 2004年 | 第15屆金曲獎 | 最佳重唱組合獎 | 《E3》         | 入圍 |
| 2025年 | 第36屆金曲獎 | 最佳演唱組合獎 | 《Here I Am》  | 入圍 |
| 2025年 | 第36屆金曲獎 | 年度歌曲獎     | 〈星期五晚上〉 | 獲獎 |

## 外部連結
- 蕭景鴻(阿弟)的Facebook專頁
- 蕭景鴻的Instagram帳戶
- 蕭景鴻（阿弟）的threads專頁
- 蕭景鴻在豆瓣上的资料（简体中文）
- 蕭景鴻的小紅書號

| 前任： 首任 | 金曲超級星 (第一屆) 第三名 | 繼任： 劉祿存 |